# Plainville (Kansas)
Plainville è un comune degli Stati Uniti d'America, situato nello Stato del Kansas, nella contea di Rooks.